# Pella (Thiou)
Pour les articles homonymes, voir Pella.
Pella est une localité du Burkina Faso, située dans le département de Thiou,  la province du Yatenga et la région du Nord, à proximité de la frontière avec le Mali. 

## Population
Lors du recensement de 2006, on y a dénombré 893 habitants. 